# Maza (Dacota do Norte)
Maza é uma cidade localizada no estado norte-americano de Dacota do Norte, no Condado de Towner.

## Demografia
Segundo o censo norte-americano de 2000, a sua população era de 5 habitantes.

## Geografia
De acordo com o United States Census Bureau tem uma área de
23,4 km², dos quais 21,2 km² cobertos por terra e 2,2 km² cobertos por água.

## Localidades na vizinhança
O diagrama seguinte representa as localidades num raio de 28 km ao redor de Maza.